# 冯都良
冯都良（1901年—1977年），原名喜孙，后作名贞胥，字须父，民国时期上海报人，前《申报》主笔。

## 生平
1920年，毕业于宁波效实中学。初为新闻记者。曾历任上海《商报》编辑、主笔、主编。后转入《申报》任编辑，主持《申报》头版、专栏和社论，升任总编、主笔。应东吴大学法学院聘请，兼任中国文学教授。抗战时自《申报》辞职，二战后1945年重回《申报》任主笔。1949年，任上海新闻图书馆副馆长。后与其弟冯宾符奉调入京，历任古籍出版社、中华书局编辑。曾成立中华书局第五编室（文学古籍刊行社），编撰发行《古文观止》等古籍。1977年9月，在北京逝世。

## 家族
出自文史世家慈城冯氏，籍貫宁波府慈溪县慈城，大清光绪二十八年生于上海，是晚晴国学家冯君木长子。弟冯宾符为国际问题专家。族叔冯定、冯贞群等均为文史学者。与唐弢为故交，其佚文收录唐弢集中。

## 代表著作
- 《钟宪鬯先生墓志铭》
- 《酬知篇呈曼略先生》
- 《抹云亭记》
- 《故空军上尉应可勤碑铭》
- 《诸暨盘山小学记》
- 《怅惘》[需要較佳来源]